# 랄프 고토니

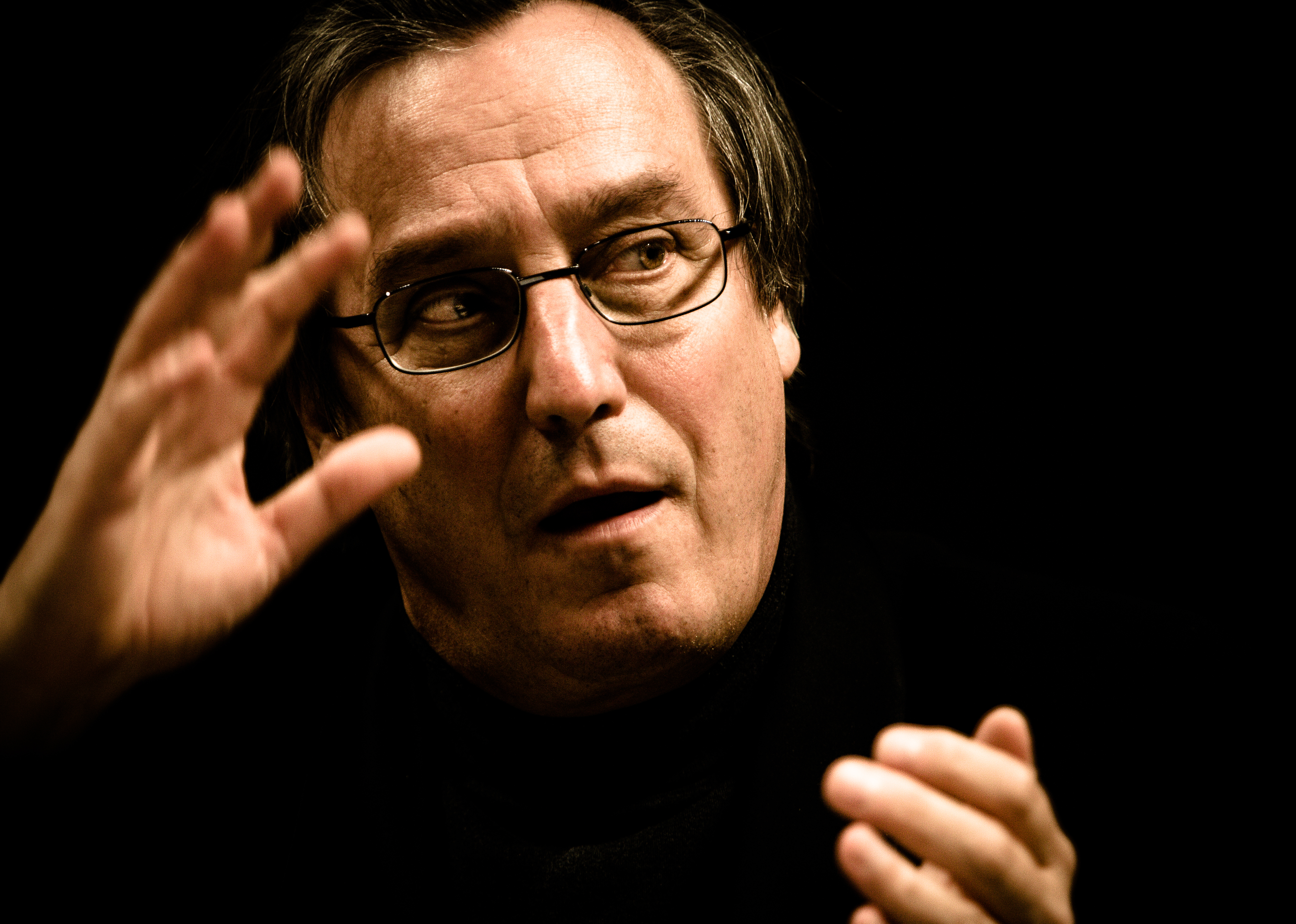
랄프 고토니

랄프 게오르크 닐스 고토니(Ralf Georg Nils Gothóni, 1946년 5월 2일 ~ )는 핀란드, 독일의 솔로 피아니스트이다. 실내악 연주자로, 지휘자로 다양한 직업을 오가며 세계 각국에서 활동하고 있다. 그는 단순히 피아니스트가 아닌 음악가로서, 음악을 만드는 독창적인 방법과, 음악과 음악적 기교의 완결성에 대해 남다른 생각을 하는 것으로 알려지기 시작했다.
핀란드 라우마 출신인 그는 3세에 바이올린을 수학하기 시작했으며 5세 때 피아노를 시작했다. 15세때 오케스트라 솔로이스트로 데뷔했으며 1967년에 유배스큘레 여름 페스티벌에 ‘올해의 신인’으로 출연하였다.
그는 잘츠부르크, 베를린, 프라하, 프라드, 올드버러, 라 로크 당테롱, 라비니아, 탱글우드 등의 명성 높은 음악 페스티벌들에 출연하였으며, 시카고, 디트로이트, 토론토 심포니 오케스트라들과 베를린과 바르샤바 필하모닉, 바이에른 라디오 심포니, 아시아의 많은 오케스트라들과 영국 챔버 오케스트라와 협연하였다. 그는 정기적으로 솔로이스트, 또 지휘자로서 많은 음악회에 출연하며, 피아노에서 직접 지휘를 하기도 한다. 고토니는 12개가 넘는 피아노 콘체르토들을 초연하였으며 그 중에는 존 타베너, 아울리스 살리넨, 커티스 커티스-스미스, 에이노유하니 라우타바라, 스룰 어빙 글릭의 작품들이 있다. 또한, 그는 대표적인 실내악 음악 페스티벌들에 정기적으로 초청되어 연주한다.
고토니는 BIS, CPO, Decca, DGG, EMI와 Ondine 과 같은 음반 제작사들에서 약 100개의 음반들을 녹음했고, 특히 Ondine과는 90년대에 20개가 넘는 CD들을 제작한 바 있다. 음반 중 그의 슈베르트 해석이 독보적이며, 그의 브리튼의 피아노 콘체르토들, 빌라-로보스와 라우타바라 등의 음반들이 대표적이다. 최근에 그는 알프레드 슈니케와 아울리스 살리넨의 음악을 녹음하면서 솔로이스트와 지휘자로 참여했다.
랄프 고토니는 전설적인 잉글리시 챔버 오케스트라에서 2000년에서 2009년 사이 수석 지휘자를 역임했으며, 2001에서 2006년까지 시애틀의 노스웨스트 챔버 오케스트라의 음악 감독을 맡았고, 2004년에 도이치 카메라아카데미의 객원 지휘자로 지명되었다. 고토니는 또한, 핀란디아 신포니에타에서 상임 지휘자로 (1989-94), 투르크 필하모닉에서 수석 객원 지휘자로 (1995-2000), 사본리나 오페라 페스티벌의 예술 감독으로 (1984-1987), 베이징의 “금지된 도시 음악 페스티벌”의 창립자이자 예술 감독(1996-1998)을 역임했다. 2004년에는 핀란드와 이집트의 문화적 협업을 시작하였고, 이 프로젝트는 현재까지도 매년 “음악적 다리 이집트-핀란드”의 이름으로 계속 이어지고 있으며, 그의 북유럽 동료들이 이집트인 음악가들과 협연한다. 고토니는 2011년에는 아제르바이잔과, 2015년에는 조단과 더 단순한 “다리”를 만들고자 시도하였으며, 이스라엘과 남아프리카에서도 클래식 음악을 지원하고 있다.
젊은 음악가들과 소통하는 것을 중요하게 생각하는 그는 실내악, 가곡, 오페라를 위한 여름 교육기관인 “사본리나 음악 아카데미”의 예술 감독/회장이며, 함부르크의 음악 대학(1986-1996)과 베를린 국립음악대학 (1996-2000), 헬싱키의 시벨리우스 아카데미 (1992-2007)에서 교수직을 맡았다. 2000년 5월에 그는 영국의 왕립음악원의 객원 교수로 임명되었고, 2012년에는 칼스루헤 음악대학에서 가르쳤다. 2006년에서 2013년까지 그는 마드리드에 있는 레이나 소피아 실내악 전문학교의 피아노 실내악 학과장으로 임했으며, 시카고에 있는 젊은 연주자를 위한 스테언스 인스티튜트에서 교수진으로 많은 여름을 보냈으며, 세계 여러 곳에서 마스터클래스를 진행하였다. 최근에는 주요 국제 피아노 경연대회들의 심사위원으로 초청을 받기도 했다.
그가 작곡한 작품들에는 세 개의 실내악 오페라, 실내악 음악, 가곡들, 실내악 칸타타 “황소와 목자” (Ondine 녹음), 그리고 바이올린, 피아노, 현악기를 위한 콘체르토 그로소 버전이 있다. 그는 휴고 볼프의 이탈리안 가곡집을 실내악 오케스트라에 맞게 편곡하여 2003년 4월에 슈투트가르트에서 초연하였다. 2014년에 그의 챔버 콘체르토, 비올라와 챔버 오케스트라를 위한 “페레그리나”는 함부르크에서 초연을 가졌다.
랄프 고토니는 수필가이기도 하다. 그가 음악 현상학에 대해 쓴 “The Creative Moment (창조적인 순간)”은 1998년 출판과 동시에 큰 성공을 거두었다. 그의 두 번째 책인 “Does the Moon Rotate (달이 회전하는가)”는 2001년에 출판되었고, 세 번째 책 “The Spider (거미)”는 2014년에 출판되었다. 그의 추억들을 담은 회고록인 “Sounds of Life (삶의 소리들)”은 2016년에 출판되었다.
고토니는 여러 번 수상을 하였는데, 그 중에는 클래식 음악 상에서 가장 권위 높은 상 중 하나인 길모어 아티스트 상 (1994년), 오스트리아 문화부가 수상한 슈베르트 메달과 핀란드 사자훈장이 있다. 2012년에는 마드리드에서 스페인의 여왕인 소피아로부터 상을 받았다.